# Tapeinosperma grandiflorum
Tapeinosperma grandiflorum är en viveväxtart som beskrevs av André Guillaumin. Tapeinosperma grandiflorum ingår i släktet Tapeinosperma och familjen viveväxter. Inga underarter finns listade i Catalogue of Life.